# الأمراض القلبية الوعائية عند النساء
تُعد الأمراض القلبية الوعائية عند النساء جزءًا أصيلًا من البحث في الدراسات الجارية حول صحة المرأة. المرض القلبي الوعائي هو مصطلح شامل لمجموعة واسعة من الأمراض التي تؤثر على القلب والأوعية الدموية، بما في ذلك على سبيل المثال لا الحصر، الداء القلبي الإكليلي، السكتة الدماغية، اعتلال عضلة القلب وأم الدم الأبهرية.
منذ منتصف الثمانينيات، كانت الأمراض القلبية الوعائية هي المسبب الرئيسي للوفاة بين النساء، على الرغم من الافتراض بأنها أمراض تصيب الذكور. تبين أن هناك نوعان من الأمراض القلبية الوعائية التي تُعتبر مسببًا رئيسيًا للوفاة عند النساء، وفقًا لمنظمة الصحة العالمية: الداء القلبي الإقفاري والسكتة الدماغية. ومع ذلك، وحتى وقت قريب، كانت البيانات الخاصة بنوع الجنس والمتاحة عن الأمراض القلبية الوعائية شحيحة ومتفرقة لأسباب عدة. كانت مخاطر الإصابة بالأمراض القلبية الوعائية غير محسوبة عند النساء بسبب التحيز الجندري، والنقص في التمثيل في التجارب السريرية وقلة البحث. وبالتالي، فقد أصبح الآن مجالًا متأصلًا من البحث في الدراسات الجارية حول صحة المرأة.
بشكل عام، تلعب هذه العوامل دورًا فعالًا في الاختلافات الرئيسية في تظاهرات الأمراض القلبية الوعائية، ويجب أخذها بعين الاعتبار في الممارسات التشخيصية والعلاجية من قبل مقدمي الرعاية الصحية.

## الأنواع
المرض القلبي الوعائي هو مصطلح يشمل العديد من حالات الجهاز القلبي الوعائي، والتي يمكن أن تكون مزمنة، أي مشاكل مستمرة، أو حادة مثل النوبة أو الإصابة المفاجئة. هناك العديد من أنواع الأمراض القلبية الوعائية، وأكثرها انتشارًا هي:

### اضطراب النظم القلبي
اضطراب النظم القلبي (والذي يُعرف أيضًا باختلال النَّظْم القَلْبِيّ أو اللانظمية القلبية) هو عدم انتظام ضربات القلب، إذ يكون معدل ضربات قلبك بطيئًا للغاية (تباطؤ القلب) أو سريعًا (تسرع القلب). على الرغم من أنه من الطبيعي أن يتباين معدل ضربات القلب بين أوقات النشاط أو الراحة، لكن الاضطراب المستمر والمزمن قد يتسبب في عدم وصول كمية كافية من الدم إلى جميع أجزاء الجسم، بالإضافة إلى تعريض الفرد لخطر الإصابة بتخثر الدم. هذا قد يؤدي أيضًا إلى الإصابة بأشكال أخرى من الأمراض القلبية الوعائية والتي قد تكون مهددة للحياة. نظرًا لأن معدل ضربات القلب عند النساء أسرع من الرجال بشكل طبيعي وتكون نتائج التخطيط أيضًا مختلفة عندهن، لذا فيستوجب على الممارسين التعامل مع هذه الحالات بشكل مختلف عن الرجال لتحديد التشخيص بشكل أسرع.

### الداء القلبي الإكليلي
ينتج الداء القلبي الإكليلي (الذي يُعرف أيضًا بداء الشريان التاجي أو مرض نقص تروية القلب) عن تراكم مواد في جدران الشرايين التاجية التي تمد القلب وأجزاء من الجسم بالتروية الدموية. تتسبب هذه المواد، التي يمكن أن تشمل الكوليسترول، في تضييق الأوعية، مما يمنع الدم من التدفق بسلاسة عبرها. بينما يعوض القلب هذا الانخفاض في التروية الدموية من خلال زيادة قوة الضربة، يمكن أن يؤدي ذلك إلى ضعف العضلات بمرور الوقت، مما يؤدي لاحقًا إلى أشكال أخرى من الأمراض القلبية الوعائية المهددة للحياة. تشمل الأعراض غير المعتادة التي تظهر لدى النساء المصابات بهذه الحالة الإحساس بألم صدري ضاغط وساحق، بالإضافة إلى الإرهاق أو الشعور بانخفاض الطاقة.

### قصور القلب
قصور القلب هو عدم قدرة عضلة القلب على ضخ الدم بالكفاءة أو السعة المعتادة مما يحد من قدرتها على تلبية احتياجات الجسم. يمكن أن يتسبب هذا في تراكم السوائل في أعضاء مختلفة، بما في ذلك الرئتين والقلب نفسه، وهذا بحد ذاته مهدد للحياة أيضًا. يميل قصور القلب للتظاهر بشكل متشابه عند الرجال والنساء، إلا أن النساء كثيرًا ما يُبلغن عن وجود المزيد من الأعراض مثل ضيق التنفس. بالإضافة إلى ذلك، عادةً ما يكون حجم الضربة طبيعيًا عند النساء، والذي يُعرف أيضًا باسم الكسر القذفي، مما يجعل التشخيص أصعب نظرًا لأن الكسر القذفي علامة مهمة في تحديد قصور القلب.

### احتشاء عضلة القلب
تحدث النوبة القلبية أو احتشاء العضلة القلبية عندما يُسد الطريق أمام الدم المتدفق إلى القلب لأسباب مختلفة بما في ذلك تراكم اللويحات، وهذا قد يؤدي إلى تموت عضلة القلب بسبب عدم استخدامها. يمكن أن يحصل بالنتيجة تموت وضرر دائم في عضلة القلب، والذي قد يتسبب بالوفاة في حال عدم علاجه بكفاءة. يمكن أن تتظاهر الحالة بأعراض مختلفة عند النساء عنها عند الرجال، بما في ذلك آلام الفك أو الغثيان أو الإقياء، لذا من الضروري الانتباه للأعراض غير الاعتيادية التي تُبلغ عنها النساء.

### أمراض الشرايين المحيطية
مرض الشرايين المحيطية هو تضيق الشرايين المسؤولة عن تروية الأطراف نتيجة تراكم اللويحات. يمكن أن يؤدي نقص الأكسجين والعناصر الغذائية إلى تموت الأنسجة وخسارة الأطراف المصابة لاحقًا. بالنسبة لهذا المرض، فقد يتظاهر من خلال أعراض وعلامات أو قد يكون غير عرضي عند النساء، وهذا يمثل تحديًا أمام وضع التشخيص.

### السكتة الدماغية
تحصل السكتة الدماغية نتيجة تضيق أو انسداد يمنع وصول الدم إلى جزء من الدماغ، مما يمنع الأنسجة من تلقي الأكسجين والعناصر الغذائية اللازمة لمواصلة العمل. يمكن أن يحدث هذا الانقطاع في التروية من خلال جلطة دموية تقطع الدورة الدموية عبر سد شريان مما يؤدي للإصابة بالسكتة الاسكيمية، أو بسبب تمزق وعاء دموي مما يؤدي للإصابة بالسكتة النزيفية أو بسبب ضعف تدفق الدم لفترة من الوقت مما يؤدي للإصابة بنوبة نقص التروية العابرة. على غرار الأشكال الأخرى من الأمراض القلبية الوعائية، تشمل الأعراض الخاصة بالنساء الغثيان، الإقياء وضيق التنفس أو حتى النوبات.

### الداء القلبي الصمامي
الداء القلبي الصمامي هو الأمراض القلبية الوعائية التي تسببها الصمامات، وهي الأبواب بين حجرات القلب وهي الصمام الأبهري والصمام التاجي والصمام ثلاثي الشرفات والصمام الرئوي. تحصل هذه الاضطرابات نتيجة إما صغر فتحة الصمامات أو التضيق، أو الإغلاق غير الكامل في فتحة الصمامات ويسمى أيضًا قلس الصمامات، إذ يؤدي إلى تسرب الدم رجوعًا عبر حجرات القلب. من بين هذه الحالات، يُعتبر القلس التاجي الذي يعقبه تضيق الأبهر أكثر الأشكال شيوعًا عند النساء.

## الأعراض
الأمراض القلبية الوعائية هي المسبب الرئيسي للوفاة بين النساء في جميع أنحاء العالم. أظهرت الدراسات نجاحًا في تخفيض في معدل وفيات الأمراض القلبية الوعائية بشكل عام. ومع ذلك، فهناك مؤشر قوي على استخدام نفس إجراءات التخفيض المستخدمة عند الرجال، وبالتالي فإن معدل الوفيات عند النساء لا يزال مرتفعًا على الرغم من الانخفاض في معدلات وفيات الأمراض القلبية الوعائية عمومًا. لا تزال أعداد النساء المتوفيات أو الناجيات من الأمراض القلبية الوعائية أعلى بكثير مما هي عليه عند الرجال.
نظرًا للاختلافات التشريحية والبيولوجية، فقد ثبت أن النساء المصابات بالأمراض القلبية الوعائية تظهر عندهن الأعراض المتوقعة، بالإضافة إلى الأعراض غير المتوقعة أو غير الاعتيادية مقارنةً بالرجال. تشمل الأعراض الكلاسيكية أو الشائعة التي تظهر عند النساء والرجال ما يلي:
- ألم الصدر أو الشعور بألم ساحق في الصدر
- تشعع الألم إلى الذراعين أو الكتف
- إحساس حارق في الصدر خلف عظم القص

مع ذلك، فقد أظهرت بعض الدراسات أن ألم الصدر ليس من الأعراض الشائعة عند النساء، وبالتالي لا يمكن استبعاد تشخيص الأمراض القلبية الوعائية عند غيابه.
بالنسبة للأعراض غير النمطية، فهناك العديد من الأعراض المبهمة بشكل عام ويبدو أنها غير مرتبطة بتشخيصات محددة. تصاب النساء عمومًا بالذبحة الصدرية، وقليل ما يصبن باحتشاء العضلة القلبية عند بدء الإصابة بالأمراض القلبية الوعائية. تشمل الأعراض الأخرى التي يجب أخذها في الاعتبار ما يلي:
- ألم أو ضيق في الرقبة أو الفك أو أعلى الظهر أو البطن
- ضيق النفس
- غثيان أو إقياء
- تعرق مفاجئ وعشوائي
- إعياء
- دوار أو دوخة[13]

بشكل عام، يبدو أن هذه الأعراض تظهر أثناء الراحة أكثر من أي وقت آخر من اليوم عند النساء، وفي أوقات الضيق العاطفي. تميل النساء أيضًا إلى الإبلاغ عن أعراض أكثر اعتدالًا، بينما يعانين أيضًا من عدد أكبر من الأعراض مقارنةً بالرجال.
للتأكد من أن الممارسين قادرين على التقاط جميع الحالات والأشكال المطروحة أمامهم، فمن الضروري ضمان أن الاختبارات التشخيصية للنساء عُدلت لتشمل جميع هذه الأعراض بشكل ملائم.